# انتخابات الرئاسة الفرنسية 1947
انتخابات الرئاسة الفرنسية 1947 هي انتخابات رئاسية فرنسية التي جرت في 16 يناير 1947، في فرنسا، لانتخاب رئيس الجمهورية الفرنسية، فاز بالانتخابات فينسنت أوريول، حصل على 452 صوت.

## المرشحين
| المرشح                       | الحزب | عدد الأصوات |
| ---------------------------- | ----- | ----------- |
| فينسنت أوريول                |       | 452         |
| Auguste Champetier de Ribes ‏ |       | 242         |
| Jules Gasser ‏                |       | 122         |
| Michel Clemenceau ‏           |       | 60          |